# Reinald de Châtillon

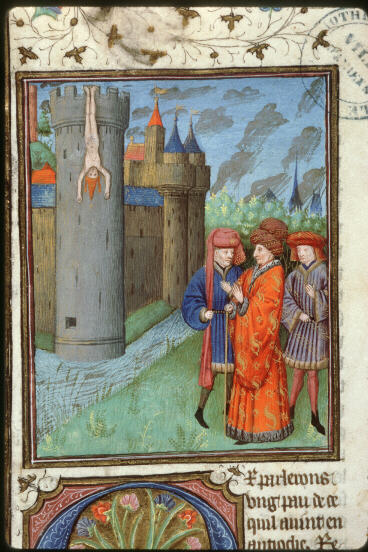
Reinald de Châtillon i el suplici d'Aimerico de Llemotges

Reinald de Châtillon (c.1125 - 4 de juliol de 1187) va ser un cavaller francès que va participar en la Segona Croada i va romandre en Terra Santa després del fracàs d'aquesta. Va ser príncep d'Antioquia de 1153 a 1160, gràcies al seu matrimoni amb Constança d'Antioquia, l'hereva del principat.

## Biografia

### Reinald en la segona croada i la seva relació amb Manuel I

El regne de Jerusalem a mitjan.

Era un fill segon d'Enric, senyor de Châtillon, descendent d'una família de la noblesa mitjana de Xampanya, a la qual també pertanyia Eudes de Châtillon que fou papa Urbà II. Es va unir a la Segona Croada el 1147 per buscar fortuna. Va entrar al servei de Constança d'Antioquia, el primer marit del qual havia mort el 1149, i es va casar amb ella en secret el 1153, sense consultar al senyor feudal de Constança, el rei Balduí III de Jerusalem. Ni Balduí ni Aimerí de Llemotges, Patriarca Llatí d'Antioquia, van veure amb bons ulls el matrimoni de Constança amb un home de llinatge inferior. Gràcies a aquest matrimoni, Reinald es va convertir en príncep d'Antioquia.
El 1156 Reinald, al·legant que l'emperador romà d'Orient Manuel I Comnè no havia complert la seva promesa de pagar-li certa quantitat de diners, va decidir com a represàlia atacar l'illa de Xipre. El Patriarca Llatí d'Antioquia es va negar a sufragar les despeses de l'expedició. Reinald el va fer torturar i després va ordenar que se'l despullés, se li cobrissin les ferides de mel i se'l deixés al descobert. Després d'un dia de sofrir aquest turment, el Patriarca va acceptar finançar l'expedició a Xipre. Les forces de Reinald van devastar l'illa, saquejant i violant.
Com a conseqüència, l'emperador Manuel I Comnè va emprendre la marxa cap al principat d'Antioquia. Enfrontat a una força molt superior, Reinald va optar per humiliar-se: descalç i mal vestit, va suplicar públicament el perdó del rei, prostrant-se davant ell. El 1159 se li va obligar a pagar tribut a l'emperador com a càstig pel seu atac, i es va comprometre a acceptar un Patriarca grec d'Antioquia. Quan Manel va visitar Antioquia a l'any següent per trobar-se amb Balduí III de Jerusalem, Reinald va entrar a la ciutat conduint de la brida el cavall de Manel, expressant així la seva submissió a l'emperador.

### Empresonament i venjança
Poc després, el 1160, Reinald va ser capturat pels musulmans durant una expedició de saqueig contra els camperols sirians i armenis de Marash. Va estar confinat a Alep durant disset anys i només va ser alliberat quan es va pagar el 1176 l'extraordinària suma de 120.000 dinars d'or. Reinald va tornar de la seva captivitat més ambiciós i assedegat de sang que mai, ja que la seva esposa, Constança, havia mort en 1163 i el seu fillastre havia heretat el principat, va contreure matrimoni amb una altra vídua rica, Estefanía de Milly, vídua d'Hunfred III de Toron i de Miles de Plancy, i hereva de la senyoria de Transjordània, incloent els castells de Kerak i Mont-real, al sud-est del mar Mort. Aquestes fortaleses controlaven la ruta de les caravanes entre Egipte i Damasc, i permetien l'accés a la mar Roja. Es va fer famós per la seva crueltat, perquè sovint tirava als seus enemics des de l'alt del castell perquè es fessin trossos amb les roques que hi havia al peu de la fortalesa.
El novembre de 1177, al capdavant de l'exèrcit del Regne de Jerusalem, Balduí IV va derrotar Saladí en la batalla de Montgisard. El propi sultà solament es va salvar gràcies a la seva guàrdia personal, composta per mamelucs. El 1181, violant la treva que s'havia signat entre cristians i musulmans, Reinald de Châtillon es va dedicar a assaltar les caravanes àrabs que passaven per la rodalia de Kerak. Encara que Saladí va exigir al rei de Jerusalem que castigués a Reinald, Balduí IV es va confessar impotent per controlar al seu vassall. El resultat va ser el reinici de les hostilitats entre croats i musulmans.
El 1182 Reinald va posar en pràctica un projecte que havia acariciat des de feia temps: llançar una esquadra per la mar Roja per atacar les riques caravanes marítimes que anaven a la Meca i fins i tot atacar la mateixa Ciutat Santa de l'islam. Cap a finals de l'any es va dirigir fins a Aila (Elat), a la capçalera del golf d'Aqaba, portant galeres que havia construït amb fustes procedents dels boscos del Moab i que havia provat en les aigües del mar Mort. Aila, que havia estat en poder dels musulmans des de 1170, va ser ocupada per ell, però la fortalesa de l'illa propera, l'illa de Graye dels cronistes francs, se li va resistir i Reinaldo es va quedar amb dos dels seus vaixells per bloquejar-la. La resta de la seva flota va salpar alegrement, amb pirates indígenes com a pilots. Van navegar per la costa africana de la mar Roja, atacant les petites ciutats costaneres per on passaven, i finalment van atacar i van saquejar Aidib, el gran port nubià enfront de la Meca. Allí van capturar diversos mercants carregats amb riqueses que procedien d'Aden i de l'Índia. Un grup va desembarcar i va saquejar una enorme caravana indefensa que havia passat pel desert procedent de la vall del Nil. Des de Aidib els corsaris van creuar a la costa d'Aràbia.

#### El món musulmà en caos per Reinald
Van incendiar les embarcacions a al-Hawra i Yambo, els ports de Medina, i van penetrar fins a ar-Raghib, un dels ports de la mateixa Meca. Tot seguit van enfonsar un vaixell de pelegrins que anava a Jedda.
Tot el món musulmà va ser presa de l'horror. Fins i tot els prínceps d'Alep i Mossul, que havien sol·licitat ajuda franca, estaven avergonyits de tenir aliats que feien semblants ultratges a la fe. El germà de Saladí, Malik al-Adil, governador d'Egipte va prendre mesures. Va enviar a l'almirall egipci Husan ed-Din Lulu amb una flota tripulada per mariners marroquins en persecució dels francs. Lulu va córrer primer al castell de Graye i va reconquerir Aila, d'on Reinald s'havia retirat, i després es va enfrontar amb la flota corsària en aigües del-Hawra, destruint-la i fent presoners a gairebé tots els homes que hi havia a bord. Alguns d'ells van ser enviats a la Meca, per ser cerimoniosament executats en el lloc del sacrifici, a Mina, durant la propera peregrinació. Els presoners restants els van portar al Caire, on tots van ser decapitats. Saladí va jurar solemnement que Reinald no seria perdonat mai per l'ultratge comès i, en cas de ser necessari, el mataria amb les seves pròpies mans.
Aquest mateix any, el sultà va atacar Kerak mentre s'hi celebrava el matrimoni del fillastre de Reinald, Hunfred IV de Toron, amb Isabel de Jerusalem. El setge va ser aixecat gràcies a la intervenció de Ramon III de Trípoli, i Reinald va poder tornar a estar tranquil fins a 1186.
Aquest any es va aliar amb Sibil·la de Jerusalem i Guiu de Lusignan contra Ramon III de Trípoli, i la seva influència va contribuir a aconseguir el reconeixement de Guiu com a nou rei de Jerusalem en detriment del comte Ramon. També el 1186 Reinald va atacar una caravana en la qual viatjava la germana de Saladí, trencant així la treva que s'havia establert entre el sultà i els Estats croats. Encara que Guiu el va amonestar reprendió per la seva acció, intentant així apaivagar a Saladí, Reinald va replicar que era senyor de les seves pròpies terres i que ell no havia signat la pau amb els musulmans.

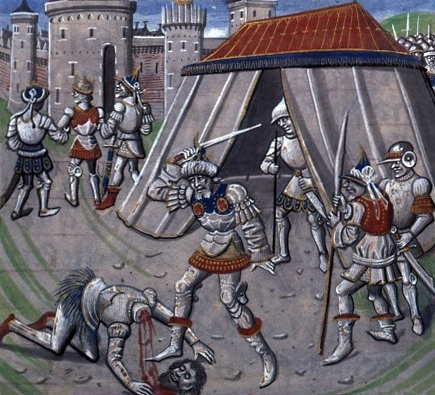
Mort de Reinald de Châtillon

El 1187, Saladí va envair el regne de Jerusalem i va derrotar els croats a la batalla de Hattin. Tant Reinald com el rei Guiu van ser fets presoners en la batalla. El cronista Imad al-Din refereix el que va passar a continuació (en les cròniques àrabs Reinald és anomenat Arnat):
| « | Salah ad-Din va convidar el rei a asseure's al seu costat i, quan va entrar Arnat, ho va instal·lar prop del seu rei i li va recordar les seves malifetes: "Quantes vegades has jurat i després has violat els teus juraments, quantes vegades has signat acords que no has respectat!" Arnat li va manar contestar a l'intèrpret: "Tots els reis s'han comportat sempre així. No he fet res més del que fan ells." Mentrestant, Guiu panteixava de set, cabotejava com si estigués borratxo i el seu rostre mostrava un gran temor. Salah al-Din li va dirigir paraules tranquil·litzadores i va manar que li portessin aigua gelada, que li va oferir. El rei va beure i després li va tendir la resta a Arnat que va apagar la set al seu torn. El sultà li va dir llavors a Guiu: "No m'has demanat permís abans de donar-li de beure. No estic obligat, per tant, a concedir-li la gràcia. Després d'haver pronunciat aquestes paraules, el sultà va sortir, va muntar a cavall i després es va allunyar, deixant als captius presa del terror. Va supervisar el retorn de les tropes i després va tornar a la seva tenda. Una vegada allí, va manar portar a Arnat, va avançar cap a ell amb el sabre a la mà i ho va copejar entre el coll i la part alta de l'espatlla. Quan Arnat va caure a terra, li van tallar el cap i després van arrossegar el seu cos pels peus davant el rei, que es va tirar a tremolar. Quan el veié tan impressionat, el sultà li va dir amb to tranquil·litzador: "Aquest home només ha mort per la seva maldat i la seva perfídia". | » |
| — | |   |

 Al rei Guiu se li va perdonar la vida. Va estar presoner a Damasc durant un temps i després se'l va deixar en llibertat.

## Matrimoni i descendència
Reinald i Constança van tenir dues filles: 
- Agnès de Châtillon, que va contreure matrimoni amb el príncep Béla, que vivia en la cort de l'emperador a Constantinoble, futur rei Béla III d'Hongria.
- Joana de Châtillon, probablement la segona dona del marquès Bonifaci I de Montferrat.

Reinald i Estefania van tenir un fill i una filla: 
- Reinald de Châtillon, que va morir jove.
- Alix (Alícia) de Châtillon, que es va casar amb Azzo VI d'Este.